# Lolle
Lolle is een Friese jongensnaam. Deze is ontstaan als afkorting van de Germaanse naam Lodewijk die weer roemvolle krijgsheld betekent.
Bekende Friezen met deze voornaam zijn: Lolle van Houten, Lolle Nauta en Lolle Klaas Okma.